# Дом Нелиссена
Дом Нелиссена (также Вилла Бо-Сите) — трёхэтажный жилой дом в коммуне Форе, Большой Брюссель, построенный в 1905 году молодым архитектором Артуром Нелиссеном для собственной семьи. Яркое произведение бельгийского модерна было создано как «визитная карточка» современного архитектора, призванная презентовать его возможности и художественный вкус.
Фасад первого этажа дома Нелиссена отделан серо-голубым камнем, второй и третий этажи — белым глазурованным кирпичом с неритмичными горизонтальными полосками зелёного.
Большое круглое окно, являющееся композиционным центром фасада, — вероятно самое известное в Брюсселе, после дома Сен-Сира. Находясь в глубине маленькой лоджии, окно, как и сама лоджия обрамлено по кругу чередующимся белым и цветным кирпичом: у самого окна — белым и зелёным со вставками гладкого серого камня, а у лоджии — белым и чёрным, напоминая клавиши фортепиано. Свод круглой лоджии увенчан крупным замковым камнем с цветочными барельефами по сторонам от него, — миниатюрная отсылка к архитектуре барокко.
Но и другие окна имеют интересную форму — параболическое полуподвальное окно; пара окон первого этажа со скошенными углами; узкие симметричные окошки третьего этажа, фланкирующие двери с полуциркульным завершением, ведущие на небольшой балкон с решёткой из кованного железа. Арка балконного проёма также обрамлена двумя ритмическими поясами белого и зелёного кирпича, над которыми расположен венчающий фасад барельеф под подковообразной бровкой (ваза, переполненная фруктами и цветами), разрывающий сильно выдающийся каменный карниз на разновеликих кронштейнах.